# Direkter Schluss
Als direkten Schluss (auch Inklusionsschluss) bezeichnet man in der Statistik den Schluss von der Grundgesamtheit auf eine Stichprobe. Dieser Schluss ist dem Schätzen entgegengesetzt, bei dem von der Stichprobe auf die Grundgesamtheit geschlossen wird. Der direkte Schluss wird daher auch als Umkehrschluss oder Rückschluss bezeichnet.
Der direkte Schluss wird z. B. verwendet, wenn Prognosen für Einzelfälle erstellt werden sollen. Wir kennen die Erfolgswahrscheinlichkeit, die dem Zufallsversuch zugrunde liegt und fragen, mit welchem Stichprobenergebnis wir rechnen können.
Beispiel: Für eine Grundgesamtheit von 1000 Personen sei bekannt, dass sich in ihr je 50 % Frauen und Männer befinden. Dann besagt der direkte Schluss, dass sich in einer Zufallsstichprobe von 10 Personen mit der größten Wahrscheinlichkeit je 5 Frauen und Männer befinden. Diese Punktschätzung trifft mit einer Wahrscheinlichkeit von 0,246... zu, ist also nur in knapp ein Viertel aller Fälle zu erwarten. In rund 95 % aller Fälle wird die erwartete Anzahl von Angehörigen eines Geschlechts in der Stichprobe zwischen 2 und 8 liegen (Intervallschätzung).